# Fahrradhelden
Fahrradhelden ist ein Verein mit Sitz in Berlin. Das deutschlandweit tätige Kinderhilfsprojekt schafft Mobilität für Heim- und Pflegekinder sowie Care Leaver. Fahrradhelden spenden Fahrräder an Kinder und Jugendliche. Auch die Reparatur und Wartung wird übernommen.

## Geschichte
Fahrradhelden wurde als Wortschöpfung im Jahr 1999 vom Sozialunternehmer Christian Coenen erstmals angewandt und als Kinderhilfsprojekt entwickelt. Im Jahr 2010 gründete sich hieraus der gemeinnützige Verein Dare e.V., im Jahr 2017 umbenannt in Fahrradhelden e.V. Inzwischen ist Fahrradhelden in den Bundesländern Hamburg, Berlin, Brandenburg, Bayern aktiv.

## Schirmherrschaften
- Seit 2014 ist Sandra Scheeres Schirmherrin für den Berliner Zweig.[1]
- Fahrradhelden Hamburg wird seit 2015 durch die Schirmherrschaft von Melanie Leonhard unterstützt.[2]
- „Fahrradhelden Tour“ wurde von 2015 bis 2017 durch Gudio Fulst als „Botschafter“ unterstützt. Seit 2016 war er bis September 2017 ehrenamtlicher Mitarbeiter.[3]

## Preise
- Tribute to Bambi 2015/2016[4]
- Town & Country Landespreis Berlin 2015/2016[5]

## Prominente Unterstützung
- Veronica Ferres gibt den Startschuss zur Fahrradhelden Tour 2017[6]
- Jasmin Tabatabai, Christiane Paul und Dominic Raacke unterstützten ideell Fahrradhelden Berlin[7]

## Fahrradhelden-Tour
Jährlich findet eine Fahrradhelden-Charity-Fahrradtour mit ehemaligen Rennradprofis sowie Hobbyrennradfahrern statt. In jeder Zwischenetappe erhalten Heimkinder Fahrräder und damit ein Stück Mobilität.
- 2015 Radtour von Hamburg nach Paris[8]
- 2016 Radtour von Regensburg nach Berlin[9]
- 2017 Radotur von München nach Berlin[10]